# Campionati del mondo di atletica leggera 2009 - Salto con l'asta femminile
La gara di salto con l'asta si è svolta su due giorni: qualificazioni la sera del 15 agosto e finale la sera del 17 agosto 2009. La polacca Anna Rogowska ha conquistato la medaglia d'oro e il titolo di campionessa del mondo, davanti alla connazionale Monika Pyrek e alla statunitense Chelsea Johnson. Non classificata in finale la campionessa uscente e favorita Elena Isinbaeva, con tre nulli d'ingresso a 4,75 e 4,80 m.

## Podio
| #       | Atleta          | Nazionalità | Misura |
| ------- | --------------- | ----------- | ------ |
| Oro     | Anna Rogowska   | Polonia     | 4,75 m |
| Argento | Monika Pyrek    | Polonia     | 4,65 m |
| Argento | Chelsea Johnson | Stati Uniti | 4,65 m |

## Situazione pre-gara

### Record
Prima di questa competizione, il record del mondo (RM) e il record dei campionati (RC) erano i seguenti.
| Record                | Prestazione | Atleta                 | Data                               | Competizione                |
| --------------------- | ----------- | ---------------------- | ---------------------------------- | --------------------------- |
| Record mondiale       | 5,05 m      | Elena Isinbaeva Russia | 18 agosto 2008 Pechino, Cina       | Giochi della XXIX Olimpiade |
| Record dei campionati | 5,01 m      | Elena Isinbaeva Russia | 12 agosto 2005 Helsinki, Finlandia | Campionati del mondo 2005   |

### Campionesse in carica
Le campionesse in carica, a livello mondiale e continentale, erano:
| Campionessa | Atleta                 | Prestazione | Data                            | Competizione                |
| ----------- | ---------------------- | ----------- | ------------------------------- | --------------------------- |
| Olimpica    | Elena Isinbaeva Russia | 5,05 m      | 18 agosto 2008 Pechino, Cina    | Giochi della XXIX Olimpiade |
| Mondiale    | Elena Isinbaeva Russia | 4,80 m      | 28 agosto 2007 Osaka, Giappone  | Campionati del mondo 2007   |
| Europea     | Elena Isinbaeva Russia | 4,80 m      | 12 agosto 2006 Göteborg, Svezia | Campionati europei 2006     |

### La stagione
Prima di questa gara, le atlete con le migliori tre prestazioni dell'anno erano:
| # | Atleta                          | Prestazione | Data                                           |
| - | ------------------------------- | ----------- | ---------------------------------------------- |
| 1 | Elena Isinbaeva Russia          | 4,85 m      | 10 luglio 2009 Roma, Italia                    |
| 2 | Fabiana Murer Brasile           | 4,82 m      | 7 giugno 2009 Rio de Janeiro, Brasile          |
| 3 | Jennifer Stuczynski Stati Uniti | 4,81 m      | 30 maggio 2009 New York, Stati Uniti d'America |

Molto vicine alle prime tre anche le due polacche Anna Rogowska e Monika Pyrek, con 4,80 e 4,78.

Al contrario delle stagioni precedenti, la russa Isinbaeva non ha dominato rispetto alle altre atlete, ottenendo la miglior prestazione di soli tre centimetri e perdendo, seppur a pari misura, da Anna Rogowska a Londra il 24 luglio, cosa che non le capitava da più di un anno.

## Qualificazione
La qualificazione si è svolta, con le atlete divise in due gruppi (A e B), a partire dalle ore 19:00 UTC+2 del 15 agosto 2009, per terminare poco più di due ore dopo.

L'accesso alla finale era riservato alle concorrenti con una misura di almeno 4,60 m (Q) o, in mancanza di dodici di queste, alle prime dodici della qualificazione (q). In virtù di queste regole, la qualificazione è stata interrotta alla misura di 4,55 m, essendo già entrate in gara tutte le atlete iscritte ed essendone rimaste in gara solamente undici.
| #  | Gruppo | Atleta                 | Nazionalità   | 4,10 | 4,25 | 4,40 | 4,50 | 4,55 | Misura | Esito | Note                                     |
| -- | ------ | ---------------------- | ------------- | ---- | ---- | ---- | ---- | ---- | ------ | ----- | ---------------------------------------- |
| 1  | A      | Anna Rogowska          | Polonia       | -    | -    | o    | -    | o    | 4,55   | q     |                                          |
| 1  | B      | Elena Isinbaeva        | Russia        | -    | -    | -    | -    | o    | 4,55   | q     |                                          |
| 1  | A      | Fabiana Murer          | Brasile       | -    | -    | o    | o    | o    | 4,55   | q     |                                          |
| 1  | B      | Silke Spiegelburg      | Germania      | -    | -    | o    | o    | o    | 4,55   | q     |                                          |
| 1  | A      | Julija Golubčikova     | Russia        | -    | -    | o    | -    | o    | 4,55   | q     |                                          |
| 6  | A      | Anna Battke            | Germania      | -    | o    | o    | xo   | o    | 4,55   | q     |                                          |
| 6  | A      | Kate Dennison          | Regno Unito   | o    | o    | o    | xo   | o    | 4,55   | q     |                                          |
| 8  | B      | Chelsea Johnson        | Stati Uniti   | -    | xxo  | o    | o    | o    | 4,55   | q     |                                          |
| 9  | A      | Tatyana Polnova        | Russia        | o    | xo   | xo   | xo   | o    | 4,55   | q     |                                          |
| 10 | B      | Monika Pyrek           | Polonia       | -    | -    | o    | xo   | xo   | 4,55   | q     |                                          |
| 11 | B      | Aleksandra Kiryashova  | Russia        | -    | o    | o    | xo   | xxo  | 4,55   | q     |                                          |
| 12 | B      | Kristina Gadschiew     | Germania      | -    | o    | o    | o    | xxx  | 4,50   | q     |                                          |
| 13 | A      | Anna Giordano Bruno    | Italia        | o    | xo   | xo   | o    | xxx  | 4,50   |       |                                          |
| 14 | A      | Nicole Büchler         | Svizzera      | o    | o    | o    | xo   | xxx  | 4,50   |       | Record nazionale                         |
| 15 | B      | Jillian Schwartz       | Stati Uniti   | -    | o    | xo   | xo   | xxx  | 4,50   |       |                                          |
| 16 | B      | Jirina Ptácniková      | Rep. Ceca     | -    | o    | o    | xxx  |      | 4,40   |       |                                          |
| 16 | B      | Kelsie Hendry          | Canada        | -    | o    | o    | xxx  |      | 4,40   |       |                                          |
| 18 | B      | Li Ling                | Cina          | o    | o    | xo   | xxx  |      | 4,40   |       | Miglior prestazione personale stagionale |
| 19 | B      | Nikoléta Kiriakopoúlou | Grecia        | o    | xo   | xo   | xxx  |      | 4,40   |       |                                          |
| 20 | B      | Minna Nikkanen         | Finlandia     | o    | o    | xxo  | xxx  |      | 4,40   |       |                                          |
| 21 | B      | Naroa Agirre           | Spagna        | o    | xo   | xxo  | xxx  |      | 4,40   |       | Miglior prestazione personale stagionale |
| 22 | A      | Joanna Piwowarska      | Polonia       | o    | o    | xxx  |      |      | 4,25   |       |                                          |
| 22 | A      | Stacy Dragila          | Stati Uniti   | -    | o    | xxx  |      |      | 4,25   |       |                                          |
| 24 | A      | Mariánna Zaharíadi     | Cipro         | xo   | xo   | xxx  |      |      | 4,25   |       |                                          |
| 24 | B      | Roslinda Samsu         | Malaysia      | xo   | xo   | xxx  |      |      | 4,25   |       |                                          |
| 26 | A      | Sandra-Helena Tavares  | Portogallo    | xo   | xxo  | xxx  |      |      | 4,25   |       |                                          |
| 27 | A      | Télie Mathiot          | Francia       | o    | xxx  |      |      |      | 4,10   |       |                                          |
| 27 | B      | Takayo Kondo           | Giappone      | o    | xxx  |      |      |      | 4,10   |       |                                          |
| 29 | A      | Romana Maláčová        | Rep. Ceca     | xo   | xxx  |      |      |      | 4,10   |       |                                          |
| 29 | B      | Lim Eun-ji             | Corea del Sud | xo   | xxx  |      |      |      | 4,10   |       |                                          |
|    | A      | Gao Shuying            | Cina          | -    | xxx  |      |      |      | NM     |       |                                          |

## Finale
La finale si è svolta il 17 agosto 2009, è iniziata alle ore 18:45 UTC+2 ed è terminata alle 20:45.
| #       | Atleta                | Nazionalità | 4,25 | 4,40 | 4,55 | 4,65 | 4,75 | 4,80 | Misura | Note                                     |
| ------- | --------------------- | ----------- | ---- | ---- | ---- | ---- | ---- | ---- | ------ | ---------------------------------------- |
| Oro     | Anna Rogowska         | Polonia     | -    | o    | o    | xo   | o    | xxx  | 4,75   |                                          |
| Argento | Monika Pyrek          | Polonia     | -    | o    | o    | o    | xx-  | x    | 4,65   |                                          |
| Argento | Chelsea Johnson       | Stati Uniti | -    | o    | o    | o    | xxx  |      | 4,65   | Miglior prestazione personale stagionale |
| 4       | Silke Spiegelburg     | Germania    | -    | o    | xo   | xo   | xxx  |      | 4,65   |                                          |
| 5       | Fabiana Murer         | Brasile     | -    | o    | o    | xxx  |      |      | 4,55   |                                          |
| 6       | Kate Dennison         | Regno Unito | o    | o    | xo   | xxx  |      |      | 4,55   |                                          |
| 7       | Anna Battke           | Germania    | -    | o    | xxx  |      |      |      | 4,40   |                                          |
| 7       | Tatyana Polnova       | Russia      | o    | o    | xxx  |      |      |      | 4,40   |                                          |
| 9       | Aleksandra Kiryashova | Russia      | xo   | xo   | xxx  |      |      |      | 4,40   |                                          |
| 10      | Kristina Gadschiew    | Germania    | o    | xxo  | xxx  |      |      |      | 4,40   |                                          |
|         | Elena Isinbaeva       | Russia      | -    | -    | -    | -    | x-   | xx   | NM     |                                          |
|         | Julija Golubčikova    | Russia      |      |      |      |      |      |      | NP     |                                          |

Con la vittoria di Anna Rogowska si è interrotto il lungo dominio di Elena Isinbaeva nelle manifestazioni internazionali all'aperto: la russa aveva infatti vinto le precedenti due edizioni dei mondiali nel 2005 e nel 2007, le ultime due competizioni olimpiche nel 2004 e nel 2008 e l'ultima rassegna continentale nel 2006, oltre alle ultime tre edizioni dei mondiali indoor nel 2004, 2006 e 2008.

## Galleria d'immagini

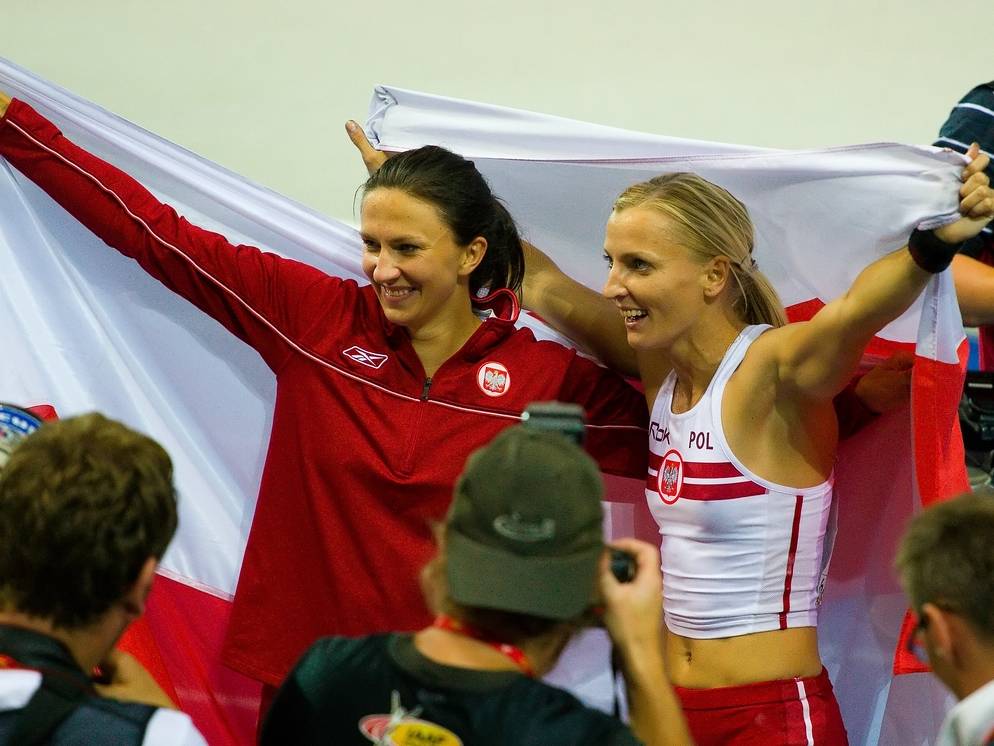
Le due polacche Monika Pyrek e Anna Rogowska festeggiano il 3º e il 1º posto.
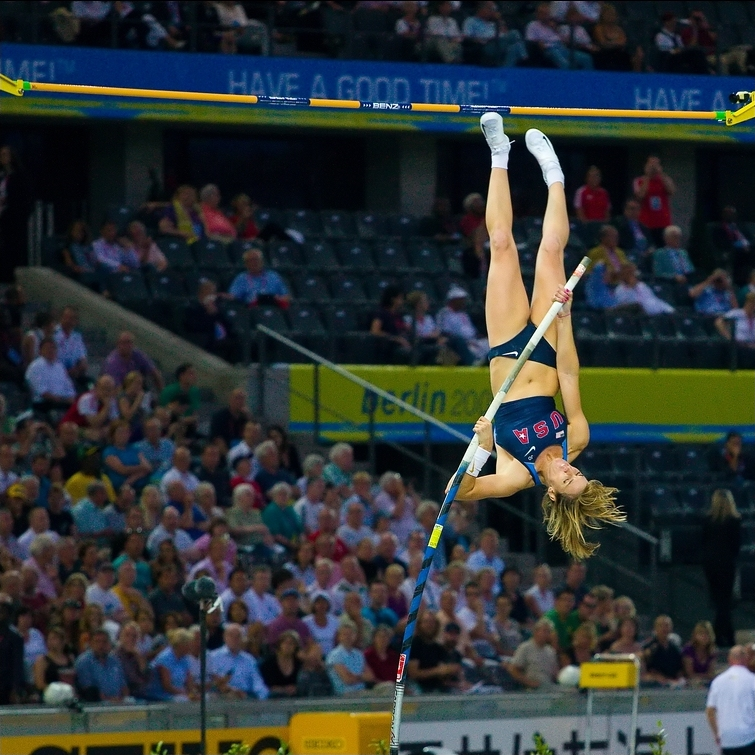
Chelsea Johnson impegnata in un salto della finale
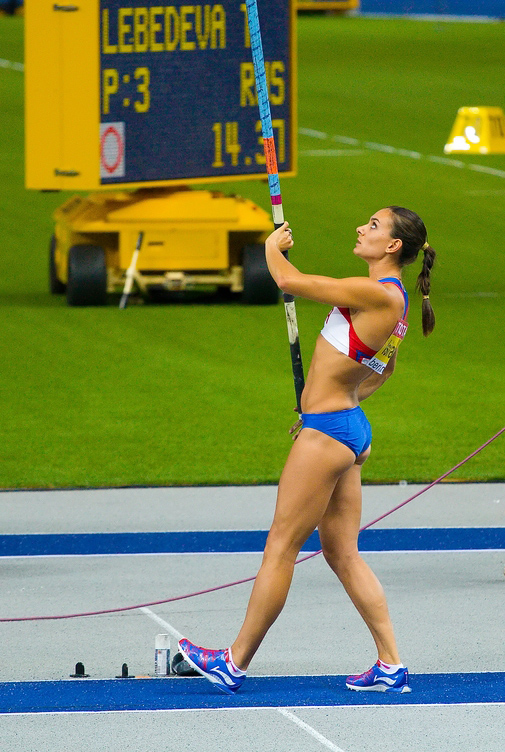
Elena Isinbaeva prima della rincorsa durante la finale
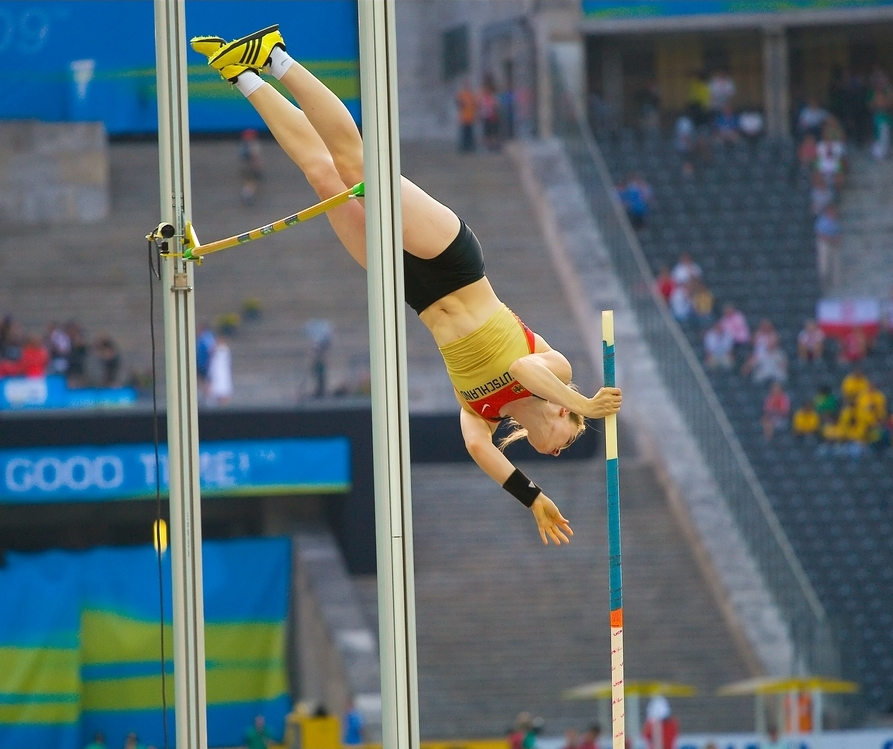
La tedesca Silke Spiegelburg sta per valicare l'asticella durante la finale
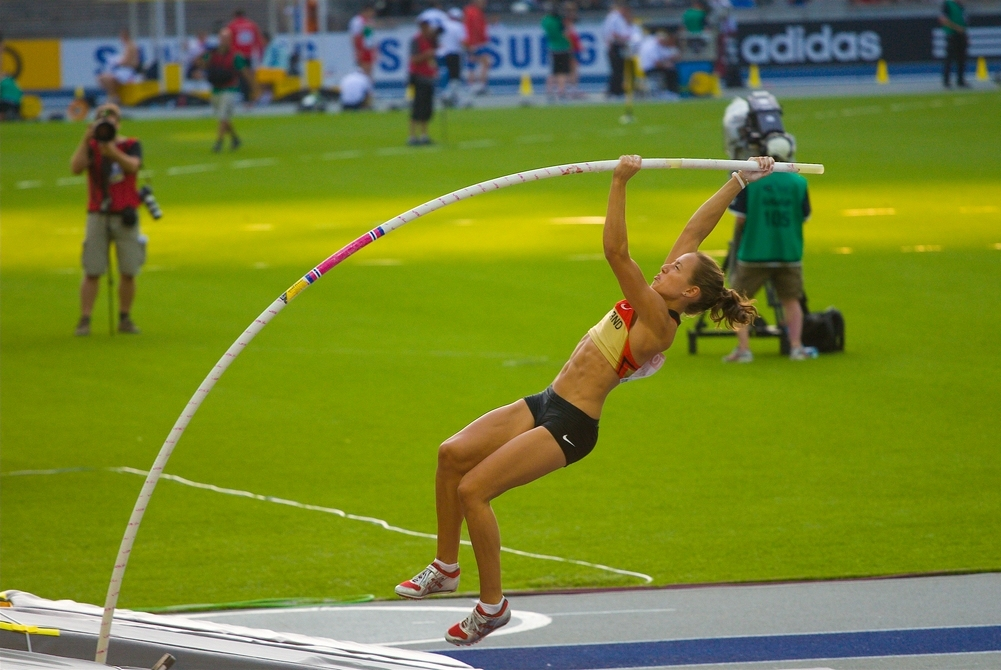
Anna Battke carica l'asta durante un salto di finale